# Alfredo Kraus
Pour les articles homonymes, voir Kraus.
Alfredo Kraus Trujillo, né le 24 novembre 1927 à Las Palmas de Grande Canarie et mort le 10 septembre 1999 à Madrid, est un ténor espagnol d'ascendance autrichienne, tenu comme grand styliste dans le répertoire romantique italien et français, aussi reconnu pour la longévité remarquable de sa carrière (1956-1998), il compte parmi les principaux ténors du XXe siècle.

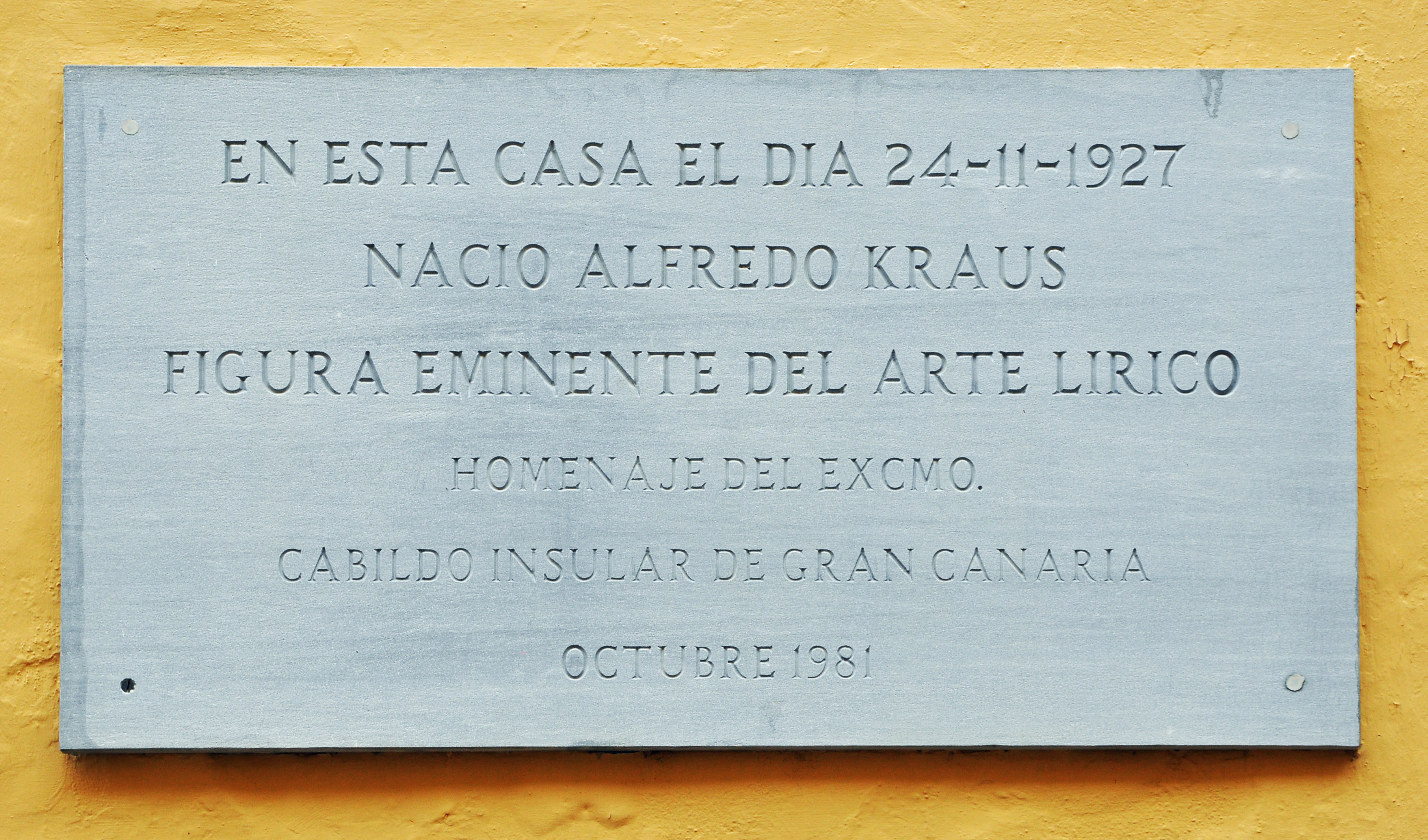
Plaque commémorative sur la façade de la maison natale d'Alfredo Kraus dans la Calle de Colón à Las Palmas de Gran Canaria.

## Carrière
Alfredo Kraus étudie d'abord à Barcelone avec Gali Markoff, puis à Valence avec Francisco Andres, et enfin à Milan avec Mercedes Llopart, qui fut également professeur de chant de Renata Scotto, Anna Moffo, Fiorenza Cossotto, entre autres.
Il fait ses débuts à Madrid en 1954, chantant d'abord la zarzuela, puis aborde l'opéra à Turin comme Alfredo dans La Traviata en 1956. La même année, il chante dans Rigoletto et Tosca à l'opéra du Caire. Il reprend le rôle d'Alfredo au Théâtre Stoll à Londres en 1957, puis au Teatro Sao Carlos de Lisbonne, aux côtés de Maria Callas en 1958. C'est alors le début d'une longue carrière internationale.
Il débute comme Edgardo dans Lucia di Lammermoor au Royal Opera House de Londres en 1959 aux côtés de Joan Sutherland, puis à La Scala de Milan en 1960 comme Elvino dans La sonnambula, au Lyric Opera de Chicago en 1962 comme Nemorino dans L'elisir d'amore, et enfin au Metropolitan Opera de New York en 1966, comme Duc de Mantoue dans Rigoletto. Il chante plusieurs fois à Paris dans les années 1980, soit en récital soit à l'opéra Garnier ou à la salle Favart (Tonio dans la Fille du régiment, Roméo dans Roméo et Juliette, Werther). Il interprète aussi le duc de Mantoue dans Rigoletto au festival d'Orange.
En 1981, il reçoit la Médaille d'or du mérite des beaux-arts par le Ministère de l'Éducation, de la Culture et des Sports.
Son répertoire englobera de nombreux opéras italiens (I puritani, Lucrezia Borgia, La Favorita, Linda di Chamounix, Don Pasquale, etc.) et français (Faust, Roméo et Juliette, Les Pêcheurs de perles, Manon, Werther, etc.).
En 1991, Kraus reçoit le prix Princesse des Asturies en arts.

## Discographie sélective
- 1958 - La traviata (Verdi), avec Maria Callas, Mario Sereni - Chœur et orchestre du Théâtre National de São Carlos, Lisbonne, dir. Franco Ghione (Warner)
- 1963 - Rigoletto (Verdi), avec Robert Merrill, Anna Moffo, Ezio Flagello, Rosalind Elias - RCA Italiana Opera Chorus and Orchestra, dir. Georg Solti
- 1966 - Lucrezia Borgia (Donizetti), avec Montserrat Caballé, Shirley Verrett, Ezio Flagello - RCA Italiana Opera Chorus and Orchestra, dir. Ionel Perlea
- 1978 - Don Pasquale (Donizetti), avec Donald Gramm, Beverly Sills, Alan Titus - Ambrosian Opera Chorus, London Symphony Orchestra, dir. Sarah Caldwell (EMI)
- 1980 - La Bohème (Puccini), avec Renara Scotto, Sherill Milnes, Carol Neblett, Paul Plishka, dir. James Levine
- 1982 - La traviata (Verdi), avec Renata Scotto, Renato Bruson - Philharmonia Orchestra, dir. Riccardo Muti (EMI Classics)
- 1985 - La Jolie Fille de Perth (Bizet), avec June Anderson, Gino Quilico, José van Dam, Margarita Zimmermann, Gabriel Bacquier - Choeur de Radio France, Nouvel Orchestre Philharmonique, dir. Georges Prêtre (Emi classics, report 2009)
- 1993 - La traviata (Verdi), avec  Kiri Te Kanawa, Dmitri Hvorostovsky - Orchestra del Maggio Musicale Fiorentino, dir. Zubin Mehta (Philips Classics)

## Source
- Le guide de l'opéra, Roland Mancini & Jean-Jacques Rouveroux, Fayard, 1986.
- Richard Martet, Les grands chanteurs du XXe siècle, Paris, Buchet-Chastel, 2012, p. 157-162